# Cheonan City FC
Cheonan City FC (tiếng Hàn: 천안 시티 FC) là một câu lạc bộ bóng đá Hàn Quốc có trụ sở tại thành phố Cheonan và tham gia thi đấu tại K League 2, hạng đấu thứ hai của bóng đá Hàn Quốc. Sân nhà của họ là sân vận động Cheonan với sức chứa 26.000 chỗ ngồi.

## Lịch sử
Từ cuối thập kỷ 2010, Cheonan City FC cùng với CLB Cheongju FC đã trở thành một trong những đội bóng tham gia K3 League với nhiều hy vọng tiến lên hạng đấu chuyên nghiệp nhất, K League 2. Cheongju FC đã liên tục đối mặt với khó khăn trong việc đảm bảo nguồn tài chính ổn định để tham gia K League.
Vào tháng 6 năm 2021, Đạo luật Quản lý và Hỗ trợ Bóng đá Chuyên nghiệp cho Cheonan đã được thông qua tại Hội đồng Thành phố Cheonan. Điều này đặt ra kế hoạch cho Cheonan City FC gia nhập K League vào năm 2022 và tham gia K League 2 vào năm 2023. Theo Đạo luật này, Thành phố Cheonan đã cam kết đóng góp hàng năm 5 tỷ  Won trong vòng 5 năm, tổng cộng 250 tỷ KRW, để duy trì hoạt động của đội bóng, trong đó 10 tỷ KRW được thu về từ nguồn thu chính của CLB. Lưu ý rằng số tiền 25 tỷ KRW cho mùa giải K3 League năm 2022 đã được tính vào trong số này.
Vào tháng 10 năm 2022, Kimpo FC đã thông báo kế hoạch tham gia K League 2 từ mùa giải 2022. Trong ngày 22 tháng 10 năm 2021, Cheonan City FC đã tiến hành cuộc họp hội đồng lần thứ 2 trong năm 2021 để điều chỉnh các điều khoản liên quan đến thay đổi tên, điều lệ và quy định về đội ngũ quản lý, cầu thủ và hoạt động đào tạo thanh thiếu niên của CLB, tất cả đều tuân theo các yêu cầu về giấy phép CLB K League.
Vào tháng 6 năm 2023, Cheonan City FC đã dự kiến nộp đơn tham gia K League, và vào ngày 30 tháng 6 năm 2022, họ đã nộp đơn tham gia K League cho mùa giải 2023. Vào ngày 30 tháng 8 năm 2022, việc gia nhập K League của Cheonan đã được xem là đã được quyết định, với sự chấp thuận cuối cùng dự kiến diễn ra trong cuộc họp chung vào tháng 1 năm 2023, vì giống như trường hợp của Kimpo FC, sự tham gia đã trở nên không thể tránh khỏi.

## Đội hình hiện tại
Tính đến ngày 24 Tháng Bảy 2023
Ghi chú: Quốc kỳ chỉ đội tuyển quốc gia được xác định rõ trong điều lệ tư cách FIFA. Các cầu thủ có thể giữ hơn một quốc tịch ngoài FIFA.
| Số | VT | Quốc gia | Cầu thủ                                  |
| -- | -- | -------- | ---------------------------------------- |
| 1  | TM | Hàn Quốc | Kim Min-jun (mượn từ Gyeongnam FC)       |
| 2  | HV | Hàn Quốc | Kim Ju-hwan                              |
| 3  | HV | Hàn Quốc | Lee Kwang-jun                            |
| 4  | TV | Hàn Quốc | Kim Seong-ju                             |
| 5  | HV | Hàn Quốc | Lee Jae-won (on loan from Ulsan Hyundai) |
| 6  | HV | Hàn Quốc | Cha Oh-yeon (on loan from FC Seoul)      |
| 7  | TV | Hàn Quốc | Jung Seok-hwa                            |
| 8  | TV | Hàn Quốc | Yoon Yong-ho                             |
| 9  | TĐ | Brasil   | Bruno Mota                               |
| 10 | TV | Croatia  | Damir Šovšić                             |
| 11 | TĐ | Hàn Quốc | Han Seok-hee                             |
| 13 | TĐ | Hàn Quốc | Heo Seung-woo                            |
| 14 | TV | Hàn Quốc | Lee Min-soo                              |
| 15 | HV | Hàn Quốc | Kim Joo-heon (captain)                   |
| 16 | TV | Hàn Quốc | Kim Hyun-jung                            |
| 17 | TĐ | Hàn Quốc | Lee Chan-hyeob                           |
| 18 | TĐ | Hàn Quốc | Kim Jong-min (vice-captain)              |
| 19 | TĐ | Hàn Quốc | Jang Baek-gyu                            |
| 20 | TV | Hàn Quốc | Kim Se-yun                               |

| Số | VT | Quốc gia | Cầu thủ                                     |
| -- | -- | -------- | ------------------------------------------- |
| 21 | HV | Hàn Quốc | Shin Won-ho                                 |
| 22 | HV | Hàn Quốc | Oh Hyeon-gyo                                |
| 23 | HV | Hàn Quốc | Oh Yun-seok                                 |
| 24 | HV | Việt Nam | Nguyễn Cảnh Anh (mượn từ Hoàng Anh Gia Lai) |
| 25 | TĐ | Việt Nam | Vũ Minh Hiếu (mượn từ Hoàng Anh Gia Lai)    |
| 26 | HV | Hàn Quốc | Kim Dae-saeng                               |
| 27 | TĐ | Hàn Quốc | Lee Seok-gyu                                |
| 28 | HV | Hàn Quốc | Moon Geon-ho                                |
| 29 | TĐ | Hàn Quốc | Han Jae-hoon                                |
| 30 | TV | Hàn Quốc | Han Kyu-jin                                 |
| 31 | TM | Hàn Quốc | Kim Hyo-jun                                 |
| 32 | TV | Hàn Quốc | Shin Hyung-min                              |
| 33 | TV | Hàn Quốc | Choi Sang-heon                              |
| 36 | TM | Hàn Quốc | Lim Min-hyeok                               |
| 37 | HV | Hàn Quốc | Park Joon-gang                              |
| 39 | HV | Hàn Quốc | Kim Chang-soo                               |
| 41 | TM | Hàn Quốc | Kim Dong-geon                               |
| 96 | TĐ | Brasil   | Paulinho                                    |